# Susi Nicoletti
Susi Nicoletti, nom de scène de Susanne Emilie Luise Adele Habersack (née le 3 septembre 1918 à Munich, mort le 5 juin 2005 à Vienne) est une actrice autrichienne.

## Carrière
Les parents de Susi Nicoletti sont l'actrice italienne née à Graz, Consuela Nicoletti, et le directeur de la compagnie maritime Ernst Habersack. Quand elle a trois ans, la famille déménage à Amsterdam, où le père devient directeur d'une banque. Nicoletti est passionnée par la danse avant même de commencer l'école ; elle va dans une école de ballet et suit des cours de danse moderne. En 1927, elle revient à Munich avec sa mère, où elle se lie d'amitié avec Elisabeth et Michael, les enfants de l'écrivain Thomas Mann. Elle va au St.-Anna-Lyceum, est danseuse sur scène dès l'âge de 13 ans au Kammerspiele de Munich et découvre sa passion pour le théâtre. Deux ans plus tard, elle termine ses études et est danseuse solo sur la scène de l'opéra de Munich. Lors du krach de 1929, Nicoletti est contrainte de mettre de côté ses études ; elle termine un apprentissage à l'école d'art dramatique de Magda Lena. Auparavant, elle avait acquis une expérience dans le groupe de cabaret Die Weißblaue Drehorgel au début des années 1930. De 1936 à 1940, elle joue au Staatstheater Nürnberg. Elle découvre le cinéma en 1939.
En 1940, elle s'installe à Vienne, où elle est membre de l'ensemble du Burgtheater jusqu'en 1992 et à partir de 1983 membre honoraire. De 1959 à 1961 et à partir de 1992, elle travaille au Theater in der Josefstadt.
Elle fait ses débuts au Burgtheater dans Der Franzl de Hermann Bahr. Elle joue plus d'une centaine de rôles ici. Au début, elle est la douce fille viennoise au tempérament et à l'esprit effronté, puis elle reste une actrice de caractère.
Pendant son séjour au Theater in der Josefstadt, elle crée la séductrice et la muse d'Alma de Yehoshua Sobol jusqu'à fin 1996 au Sanatorium Purkersdorf sous la direction de Paulus Manker.
Elle participe au Festival de Salzbourg à partir de 1946. De 1983 à 1989, elle joue la mère de Jedermann.
En outre, Susi Nicoletti est également professeur de danse et de théâtre. De 1954 à 1989, elle est professeur titulaire au Max Reinhardt Seminar, elle donne des cours de musique et des cours particuliers. Elle a comme élèves Heidelinde Weis, Pia Douwes, Ute Lemper, Senta Berger, Paulus Manker, Erika Pluhar ou Albert Fortell.
Nicoletti joue plus d'une centaine de rôles au cinéma et à la télévision, principalement dans des comédies.

## Vie privée

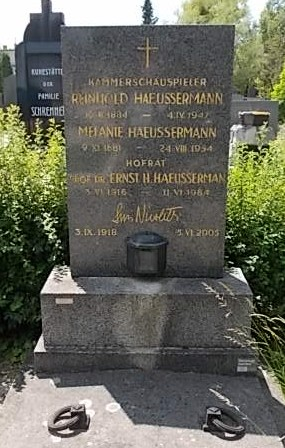
Sépulture de Susi Nicoletti (son nom apparaît en bas de la stèle)

Susi Nicoletti épouse d'abord le cinéaste autrichien Ludwig Ptack, qu'elle rencontre lors du tournage du film Une mère de Gustav Ucicky. Grâce à ce mariage, Nicoletti obtient la nationalité autrichienne à la fin des années 1930. En 1940, elle donne naissance à son premier enfant, une fille. L'année suivante suit un fils qui sera acteur en Europe et aux États-Unis. Elle divorce le 3 juillet 1946. Pour son deuxième mariage, elle s'unit à l'homme de théâtre Ernst Haeusserman jusqu'à sa mort en 1984.
Nicoletti est considérée comme une grande amoureuse des chiens ; sa passion commence en Hollande avec le teckel Léopold. Après la mort de Haeusserman, elle garde des résidences à Vienne, Los Angeles et San Diego, où vivent ses deux enfants. Auparavant, elle passe toujours l'été à Niederalm lorsqu'elle est au Festival de Salzbourg.
Nicoletti meurt à l'âge de 86 ans à l'hôpital général de Vienne, où elle se remettait d'une chirurgie cardiaque. Susi Nicoletti repose au cimetière de Döbling à Vienne (groupe 37, rangée 1, numéro 24) à côté de son deuxième mari.

## Filmographie sélective
- 1939 : Une mère
- 1939 : Das jüngste Gericht
- 1942 : Sommerliebe
- 1947 : Das singende Haus
- 1949 : Kleiner Schwindel am Wolfgangsee
- 1949 : Mein Freund, der nicht nein sagen kann (de)
- 1950 : Jetzt schlägt's 13
- 1951 : Le Vieux Pécheur
- 1951 : Eine Frau mit Herz
- 1951 : Eva erbt das Paradies
- 1951 : Hallo Dienstmann
- 1952 : Der Tag vor der Hochzeit
- 1953 : Der Feldherrnhügel
- 1953 : Hochzeit auf Reisen
- 1953 : Ich und meine Frau
- 1954 : Kaisermanöver
- 1955 : An der schönen blauen Donau
- 1955 : Ja, so ist das mit der Liebe
- 1955 : Mam'zelle Cri-Cri
- 1955 : Ja, ja, die Liebe in Tirol (de)
- 1955 : Sonnenschein und Wolkenbruch
- 1956 : Symphonie in Gold
- 1956 : Lügen haben hübsche Beine
- 1956 : Ein Mann muß nicht immer schön sein
- 1957 : Die Winzerin von Langenlois (de)
- 1957 : Les Confessions de Félix Krull
- 1957 : Le Comte de Luxembourg
- 1958 : Man ist nur zweimal jung (de)
- 1958 : Im Prater blüh'n wieder die Bäume
- 1958 : Hoch klingt der Radetzkymarsch
- 1958 : Man müßte nochmal zwanzig sein
- 1958 : Whisky, Wodka, Wienerin (de)
- 1959: Hula-Hopp, Conny
- 1959 : Immer die Mädchen (de)
- 1959 : Traumrevue (de)
- 1960 : Kriminaltango
- 1961 : Les Aventures du Comte Bobby
- 1961 : … und du mein Schatz bleibst hier
- 1961 : Mariandl
- 1961 : Une étoile descend du ciel (de)
- 1962 : La Chauve-Souris
- 1962 : Die türkischen Gurken
- 1962 : Mariandls Heimkehr
- 1963 : Schwejks Flegeljahre (de)
- 1964 : Das hab ich von Papa gelernt
- 1970 : Mein Freund Harvey (de) (TV)
- 1972 : Sie nannten ihn Krambambuli
- 1974 : Tatort: Mord im Ministerium (de) (TV)
- 1976 : Auch Mimosen wollen blühen
- 1980 : Ringstraßenpalais (série télévisée, six épisodes)
- 1986 : Abschiedsvorstellung (TV)
- 1986: Inspecteur Derrick: Une triste fin (Naujocks trauriges Ende)
- 1995 : Tödliche Liebe
- 1997 : Comedian Harmonists
- 1999 : Alma (TV)
- 2002 : Am anderen Ende der Brücke
- 1989-2004 : Die schnelle Gerdi